# Realismo científico
O realismo científico descreve a ciência a partir do seu objetivo e de suas conquistas. Ele interpreta que a ciência cria teorias científicas que visam descrever com veracidade as entidades (observáveis e inobserváveis) e os fenômenos que ocorrem no universo, considerando que eles são independentes da nossa capacidade de descobri-los. Além disso, a ciência seria capaz de construir conhecimento. De acordo com os realistas, as teorias científicas não são apenas instrumentos, mas também são descrições do mundo ou de certos aspectos do mundo.
Na ciência, um "observável" significa, geralmente, algo que pode ser detectado a partir dos sentidos humanos. Para o realismo científico, um observável é aquilo que, em condições favoráveis, é capaz de ser percebido utilizando-se apenas do sistema sensorial. Então, nesse contexto, inobserváveis são elétrons, campos elétricos, prótons, entre outros. 

## Definição de realismo científico
Existem diferentes tipos de definições para o realismo científico, é útil distinguir aquelas que explicam-no em termos de suas conquistas daquelas que explicam-no em termos dos seus objetivos.

### Objetivos do realismo científico
Podemos pensar a respeito do realismo científico em termos do objetivo epistêmico da investigação científica, ou seja, o que a ciência tem como objetivo fazer. O realista científico sustenta que a ciência tem como objetivo produzir descrições verdadeiras (ou aproximadamente verdadeiras) do mundo. 

### Conquistas do realismo científico
Existem também os que descrevem o realismo científico em termos das conquistas epistemológicas obtidas pelas teorias científicas e pelos modelos científicos. Nessa posição, alguns definem o realismo científico a partir da veracidade, ou da veracidade aproximada, das teorias científicas ou de alguns aspectos da teoria. Outros definem-no em termos do sucesso em relacionar observáveis e inobserváveis com os aspectos do mundo. Outros definem em termos da crença na ontologia das teorias científicas. Todas essas aproximações tem um compromisso com a ideia de que as melhores teorias científicas sobre observáveis e inobserváveis produzem um conhecimento sobre os aspectos do mundo.
Pode parecer que se o objetivo da ciência é descrever o aspectos do mundo com veracidade e supondo que a prática científica faz isso com sucesso, então a interpretação do realismo científico do ponto de vista do seu objetivo torna-se uma forma de caracterizá-lo a partir da sua conquista; no entanto, dizer que o objetivo da ciência é descrever o mundo não reflete no sucesso das práticas cientificas. Pensando dessa maneira, pode ser julgado que não é sempre que a ciência é efetiva, ou até mesmo a impossibilidade da sua realização. Sendo assim, normalmente os realistas comprometem-se em termos das conquistas das teorias científicas.

## Três dimensões do realismo científico
O realismo tem compromissos metafísicos, semânticos e epistemológicos, que são descritos pelas seguintes proposições: 
De acordo com a metafísica, o realismo científico compromete-se com a ideia de que o mundo em si não depende da existência das nossas mentes, ou seja, os fenômenos ocorrem e os objetos existem mesmo que não haja um estudo científico sobre eles. Com relação aos inobserváveis, é entendido que eles existam mesmo que não tenhamos a capacidade de medi-los. 
Semanticamente, o realismo é comprometido com a interpretação literal das afirmações científicas sobre o mundo. Segundo os realistas, afirmações sobre entidades científicas, processos, propriedades e relações, sendo observáveis ou inobserváveis, devem ser interpretados literalmente possuindo valores verdadeiros. Logo, não faz sentido julgar que há algo oculto em uma teoria científica. 
Epistemologicamente, o realismo está comprometido com a ideia de que as alegações teóricas têm interpretações literais e são independentes da nossa capacidade de medi-las, constituindo o conhecimento do mundo. Já os céticos acreditam que as teorias sobre inobserváveis não são capazes de formar conhecimento. Uma ideia geral é que as nossas melhores teorias científicas são descrições verdadeiras ou aproximadamente verdadeiras de aspectos observáveis ou inobserváveis presentes no mundo e independem da nossa concepção. Embora essa visão epistemológica seja compartilhada por realistas, às vezes ela pode ser descrita de diferentes maneiras: alguns acreditam que a verdade é descrita pela teoria da correspondência  e outros veem como verdade deflacionária.
Os realistas acreditam que as nossas melhores teorias seguem os compromissos do realismo científico. É importante notar que o realista entende que algumas teorias científicas são descrições aproximadamente verdadeiras dos aspectos do mundo, e que mesmo com suas restrições para descrever fenômenos, elas podem auxiliar na criação de uma teoria mais completa que possa descrever com maior veracidade. Realistas asseguram a falseabilidade das teorias, ou seja, qualquer teoria pode ser refutada.

## Defesa do realismo científico

### Argumento do milagre
É um argumento utilizado por realistas para justificar a visão que as nossa melhores teorias são provavelmente verdades. Se é feita uma afirmação teórica sobre uma entidade inobservável como uma explicação para um certo fenômeno, com base nisso é feita uma previsão. Supondo que a previsão é confirmada, se a teoria é dita errada, então o acontecimento da previsão  foi apenas sorte, ou então os eventos preditos pela teoria ocorreram porque a teoria está correta. É muito mais coerente concluir que os eventos preditos pela teoria ocorreram porque a ela é correta, do que acreditar que foi um truque de sorte.

### Corroboração
A corroboração  diz que se uma entidade ou propriedade inobservável é capaz de ser detectada por mais de um instrumento ou experimento, e estes usam processos ou mecanismos diferentes, e quando esses experimentos são reproduzidos mais de uma vez e obtêm o mesmo resultado, seria uma grande coincidência se o objeto de medida não existisse. Então, seria possível confirmar a existência da entidade ou propriedade.

### Seletividade
Sabemos que existem teorias propostas que são falsas, e outras que são bem sucedidas, porém apoiam-se em princípios questionáveis. O desafio do realismo científico é definir quais são as “nossas melhores teorias”. Considerando que o sucesso das teorias está relacionado a aspectos que são verdadeiros, então, seria importante encontrá-los. Por isso a seletividade é uma estratégia para identificar especificamente os aspectos de teorias científicas que atendem os compromissos (metafísicos, semântico e epistemológicos) que são requeridos pelo realismo científico, ao invés de considerar que qualquer teoria descreve verdadeiramente o mundo real.
São apresentadas as três posições que defendem a seletividade e sustentam as ideias do realismo científico:

#### Explicacionista
Quando as entidades inobserváveis são indispensáveis para explicar por que essas teorias são bem sucedidas, podemos considerá-los como aspectos importantes da teoria. Por exemplo, se uma teoria que tem compromissos realistas postula a existência de um inobservável, e uma previsão inesperada é realizada tendo como explicação a presença deste inobservável e o processo de visualização (por exemplo um experimento) obtém sucesso, significa que o inobservável é um aspecto importante da teoria.

#### Realismo de entidade
Enfatiza a realidade de entidades inobserváveis que podem ser fundamentadas na prática experimental, ou seja, é possível construir instrumentos que detectam diretamente ou indiretamente a presença da entidade. Isso apenas implica que que certas entidades postuladas por teorias científicas realmente existem. 

#### Realismo estrutural
É a visão de que devemos ser realistas, não em conexão com as descrições das naturezas de objetos  (como entidades e processos inobserváveis) encontrados em nossas melhores teorias, mas sim no que diz respeito à sua estrutura.
Ainda não convergiram sobre o que seria a estrutura, mas do ponto de vista epistêmico, podemos nos referir a estrutura como sendo descrições matemáticas da teoria científica.

## Pensamentos contra o realismo

### Antirrealismo
Qualquer posição que desacorde com o realismo é considerada antirrealista. Para isso, basta opor-se a um dos compromissos realistas (metafísico, semântico, epistemológico). 
Tradicionalmente, o instrumentalismo acredita que as entidades inobserváveis não existem e só podem ser utilizadas como ferramentas. 
O idealismo ao contrário do realismo científico, acredita que o mundo é dependente de nossas mentes, ou seja, a realidade é essencialmente mental.  
A maioria das teorias científicas que são ditas falsas, como a mecânica newtoniana ainda seguem o pensamento realista, isso porque para baixas velocidades ou para corpos macroscópicos as leis de Newton ainda são válidas, então nesse caso a teoria é aproximadamente verdade, e isso é tolerado pelos realistas. 
Antes do século 19, acreditava-se que a luz era uma partícula sólida, porém no começo do mesmo século, constatou-se que a luz tinha propriedades de ondas, como a polarização e a interferência. Na época, as ondas precisavam de um meio para se propagar, no caso da radiação eletromagnética propuseram que esse meio era o éter. Esta teoria foi refutada pois descobriram que as ondas eletromagnéticas são explicadas em termos de um campo eletromagnético oscilante, e esses campos podem existir no vácuo. Nesse caso, os realistas não podem afirmar que a teoria era aproximadamente verdade ou não era bem sucedida. Eles afirmam que o que Augustin Fresnel chamou de éter, Albert Einstein chamou de campos eletromagnéticos, se Einstein tivesse referido-se a eles como éter, nós provavelmente acharíamos que o éter realmente existe, e a teoria do éter seria aproximadamente verdadeira.